# ديفيد تونغ
ديفيد تونغ (بالإنجليزية: David Tong)‏ (21 سبتمبر 1955 ببلاكبول في المملكة المتحدة - ) هو لاعب كرة قدم بريطاني في مركز الوسط. لعب مع شروزبري تاون وكارديف سيتي وكامبريدج يونايتد ونادي بريستول سيتي ونادي بلاكبول ونادي روتشديل ونادي غيلينغهام ونادي ميرثير تيدفيل ‏.

## وصلات خارجية
- ديفيد تونغ على موقع قاعدة بيانات كرة القدم.إي يو (الإنجليزية)